# Abbazia di Chiaravalle
L'abbazia di Chiaravalle (in latino, Sanctæ Mariæ Clarævallis Mediolanensis, conosciuta anche come Santa Maria di Roveniano) è un complesso monastico cistercense situato nel Parco agricolo Sud Milano, tra il quartiere Vigentino e il quartiere Rogoredo. Fondata nel XII secolo da san Bernardo di Chiaravalle come filiazione dell'Abbazia di Clairvaux, attorno a essa si sviluppò un borgo agricolo, annesso al comune di Milano nel 1923.
La chiesa costituisce uno dei primi esempi di architettura gotica in Italia e, grazie alle bonifiche dei terreni e alle opere idrauliche dei monaci che la abitavano, fu fondamentale per lo sviluppo economico della bassa milanese nei secoli successivi alla sua fondazione.

## Storia

### Dalla fondazione al XVII secolo
Il 10 ottobre 1134 giunsero in Lombardia i primi monaci cistercensi provenienti dalla località di Moiremont, vicino a Digione, che si stabilirono a Coronate presso Pieve di Abbiategrasso fondando l'Abbazia di Morimondo. Un altro gruppo di cistercensi, provenienti invece da Clairvaux, giunse all'inizio del 1135 a Milano, ospiti dei benedettini di sant'Ambrogio, in sostegno di papa Innocenzo II nella disputa contro l'antipapa Anacleto II, che allora contrapponeva anche il resto della Lombardia contro la città di Milano.

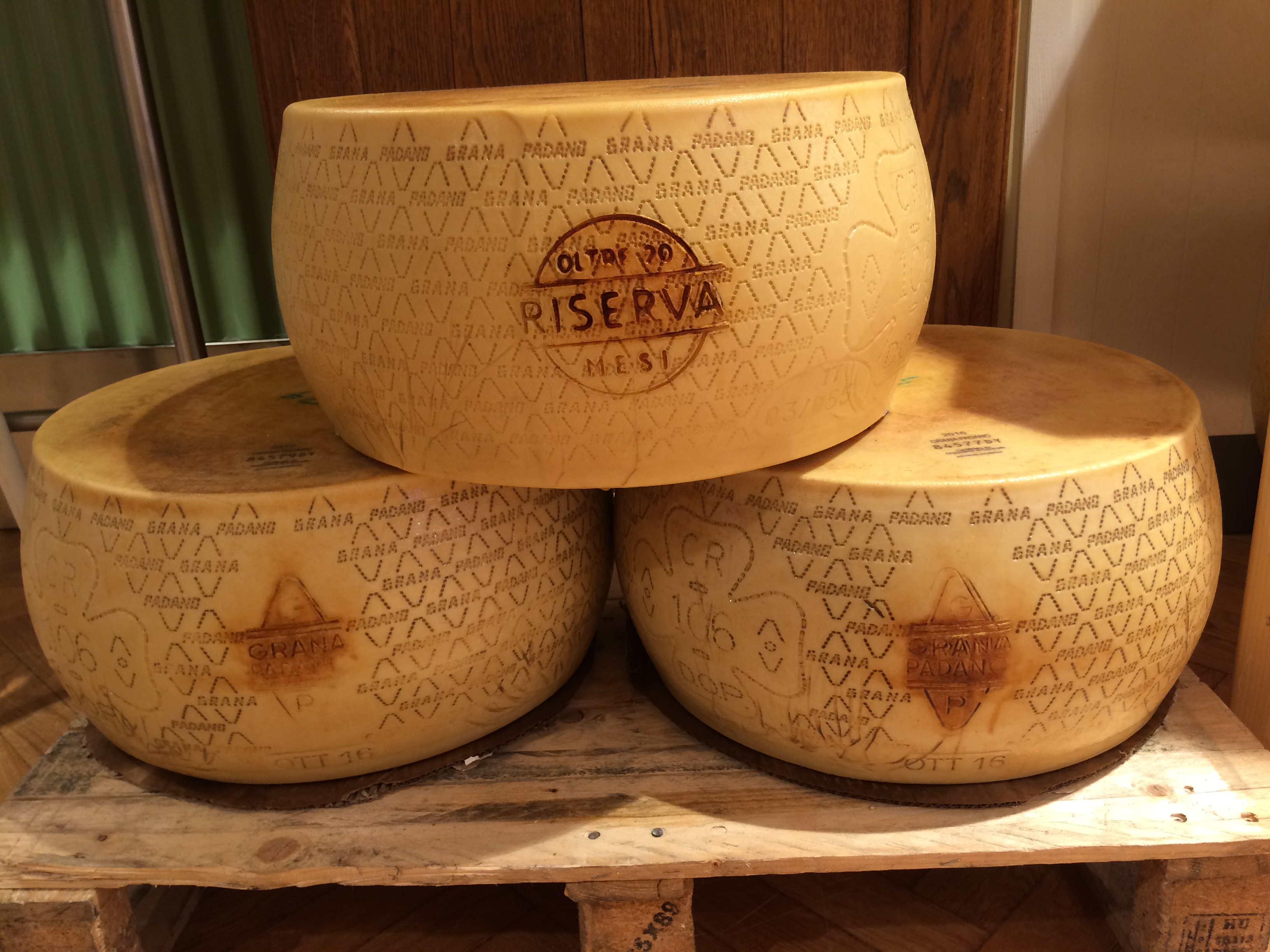
Grana Padano in esposizione a un Eataly di Stoccolma. Secondo la tradizione il Grana Padano nacque nel 1135 nell'abbazia di Chiaravalle

Bernardo di Chiaravalle, giunto nella città di Milano, convinse i milanesi a sostenere papa Innocenzo II, mettendo fine alla disputa papale e alla lunga guerra che aveva contrapposto Milano al resto della Lombardia. Le autorità milanesi per riconoscenza al santo si impegnarono a costruire un grande monastero; costruzione poi portata avanti proprio da Bernardo, che posizionò il complesso a cinque chilometri da Porta Romana, in una zona paludosa, poi bonificata dai monaci, a sud della città chiamata Roveniano o Rovegnano. Lasciò quindi sul posto un gruppo di confratelli con lo scopo di raccogliere fondi utili alla costruzione della chiesa. Le prime costruzioni realizzate dai religiosi furono provvisorie, e solo tra il 1150 e il 1160 venne incominciata la costruzione della chiesa attuale, che poi si protrasse per circa settant'anni, fino al 1221; di quella originaria del 1135 non rimane oggi alcuna traccia.
Secondo la tradizione, il formaggio grana della pianura padana, il Grana Padano, nacque nel 1135 nell'abbazia di Chiaravalle; l'identificazione di questa abbazia come luogo di nascita del progenitore del Grana Padano non è, tuttavia, certa, infatti nella pianura Padana era presente un'altra abbazia omonima, situata tra Piacenza e Fidenza.

Il 2 maggio 1221 il vescovo di Milano Enrico I da Settala consacrò la chiesa a santa Maria; nell'angolo nord-est del chiostro si può trovare, scritta in caratteri semigotici, la lapide posta in quella occasione che riporta: 

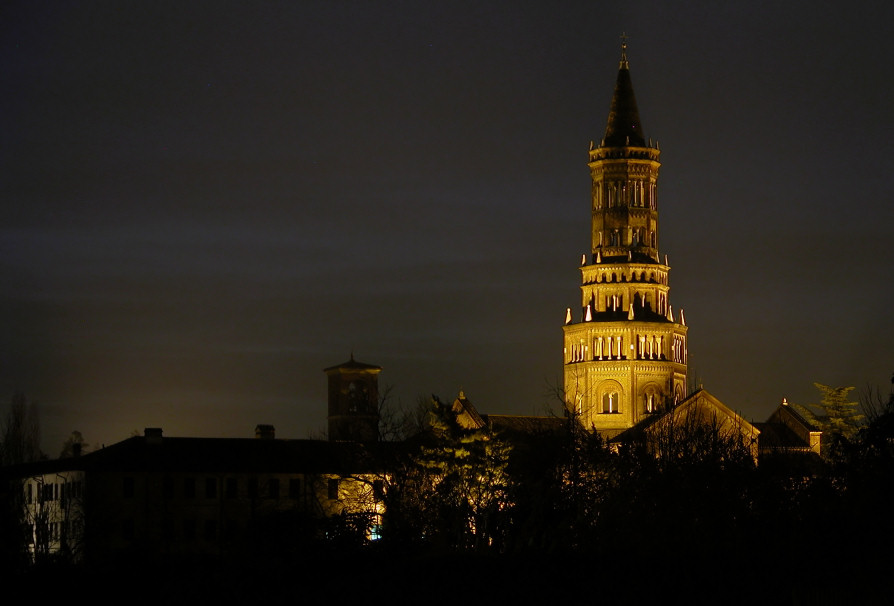
Vista notturna sull'abbazia dalla retrostante ferrovia

Durante il XIII secolo i lavori proseguirono nella realizzazione del primo Chiostro, situato a sud della chiesa. In seguito, nel XIV secolo, vennero realizzati il refettorio (aula di cinque navate caratterizzate da volte a crociera) e il tiburio. Nel 1412 venne costruita per volere dell'abate una piccola cappella, posizionata in corrispondenza del transetto meridionale, rimaneggiata nel XVII secolo e oggi utilizzata come sacrestia.
Nel 1442 l'abbazia venne mutata In commendam, affidata all'abate Gerardo Landriani, per passare nel 1465 sotto la guida di Ascanio Maria Sforza Visconti, fratello di Ludovico il Moro. Nel 1490, il Bramante e Giovanni Antonio Amadeo su commissione del cardinale Ascanio Maria Sforza Visconti, incominciarono a costruire il Chiostro Grande e il capitolo: nel periodo rinascimentale molti pittori e artisti lavorarono all'abbazia; a questo periodo risalgono anche le opere di Bernardino Luini. Più tardi, dal 1613 al 1616, i Fiammenghini ebbero l'incarico di decorare le pareti interne della chiesa, che vennero letteralmente ricoperte di affreschi visibili anche oggi.

### Dal XVIII secolo a oggi

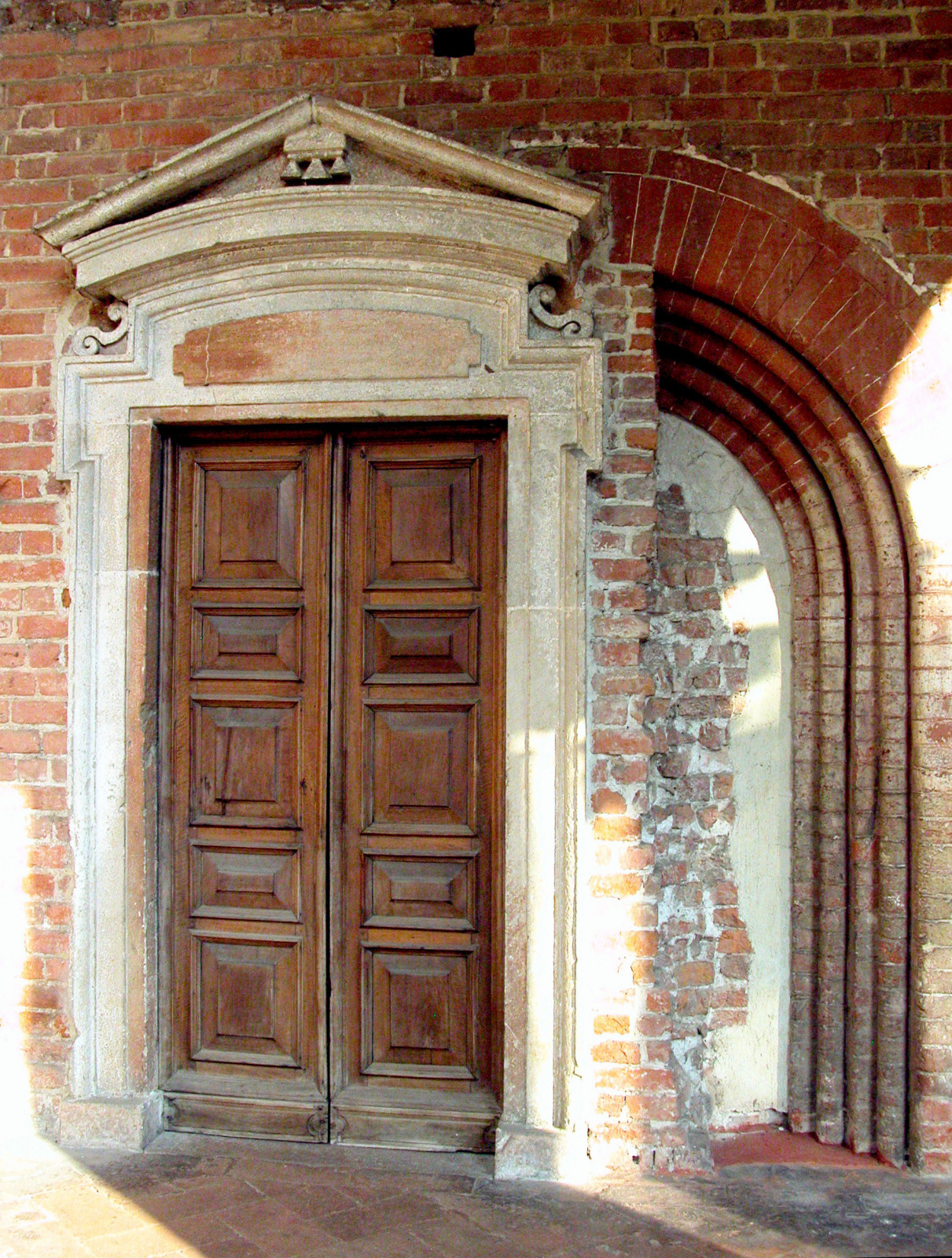
Il portone sinistro della facciata; sono evidenti i segni dei rifacimenti e dei restauri effettuati

La storia dell'abbazia proseguì normalmente nei secoli fino alla cacciata dei monaci da parte della Repubblica Cisalpina nell'anno 1798, già sfiorata con la politica di soppressione degli ordini monastici di Maria Teresa d'Austria, per diventare già quell'anno parrocchia del paese vicino. I beni dell'abbazia vennero venduti, e vennero avviati i lavori di demolizione del monastero: rimasero intatti soltanto la chiesa, una parte del chiostro piccolo, il refettorio e gli edifici dell'ingresso.
Nel 1861, per far spazio alla linea ferroviaria Milano-Pavia-Genova, il chiostro grande del Bramante, pur costruito sul solo lato adiacente all'abbazia come visibile da stampe d'epoca, venne distrutto.
È solo nel 1893 che l'Ufficio per la Conservazione dei Monumenti comprò l'abbazia dai privati che l'abitavano e incominciò il restauro del complesso, prima affidandolo a Luca Beltrami, poi nel 1905 a Gaetano Moretti, a cui si deve il restauro della torre nolare, nel 1926 con il ripristino della facciata originaria eliminando le superfetazioni barocche e nel 1945 con ulteriori restauri e la ricollocazione del Coro Ligneo nella navata centrale, che era stato spostato nella Certosa di Pavia per precauzione. Tra il 1970 e il 1972 si effettuarono i restauri degli affreschi del tiburio e, dal 2004, sono in corso i restauri degli affreschi della torre nolare e degli edifici dell'ingresso.
Nel 1952, grazie all'intervento del cardinale Alfredo Ildefonso Schuster, i cistercensi tornarono nell'abbazia, riprendendo il possesso del monastero a patto di riuscire a terminare i restauri entro nove anni e ottenendo quindi l'uso dell'abbazia e delle terre a essa adiacenti per i successivi ventinove anni, rinnovabili.

### Guglielma la Boema
Nei pressi dell'abbazia visse in un'abitazione di proprietà dell'ente monastico Guglielma la Boema, che si spense indossando in punto di morte l'abito monastico e che venne sepolta all'interno del chiostro.
Dopo la sua morte, avvenuta pare il 24 agosto 1281, i monaci e le suore di santa Caterina la proposero per la canonizzazione. La cappella che ne ospitò le spoglie divenne luogo di culto, frequentato da seguaci e devoti. I frati le dedicarono addirittura un altare.
L'intervento dell'Inquisizione circa venti anni dopo, nel 1300, interruppe il culto e consegnò al rogo i suoi resti mortali e i suoi seguaci che, arsi vivi, morirono condannati per eresia.

## Architettura

### L'ingresso

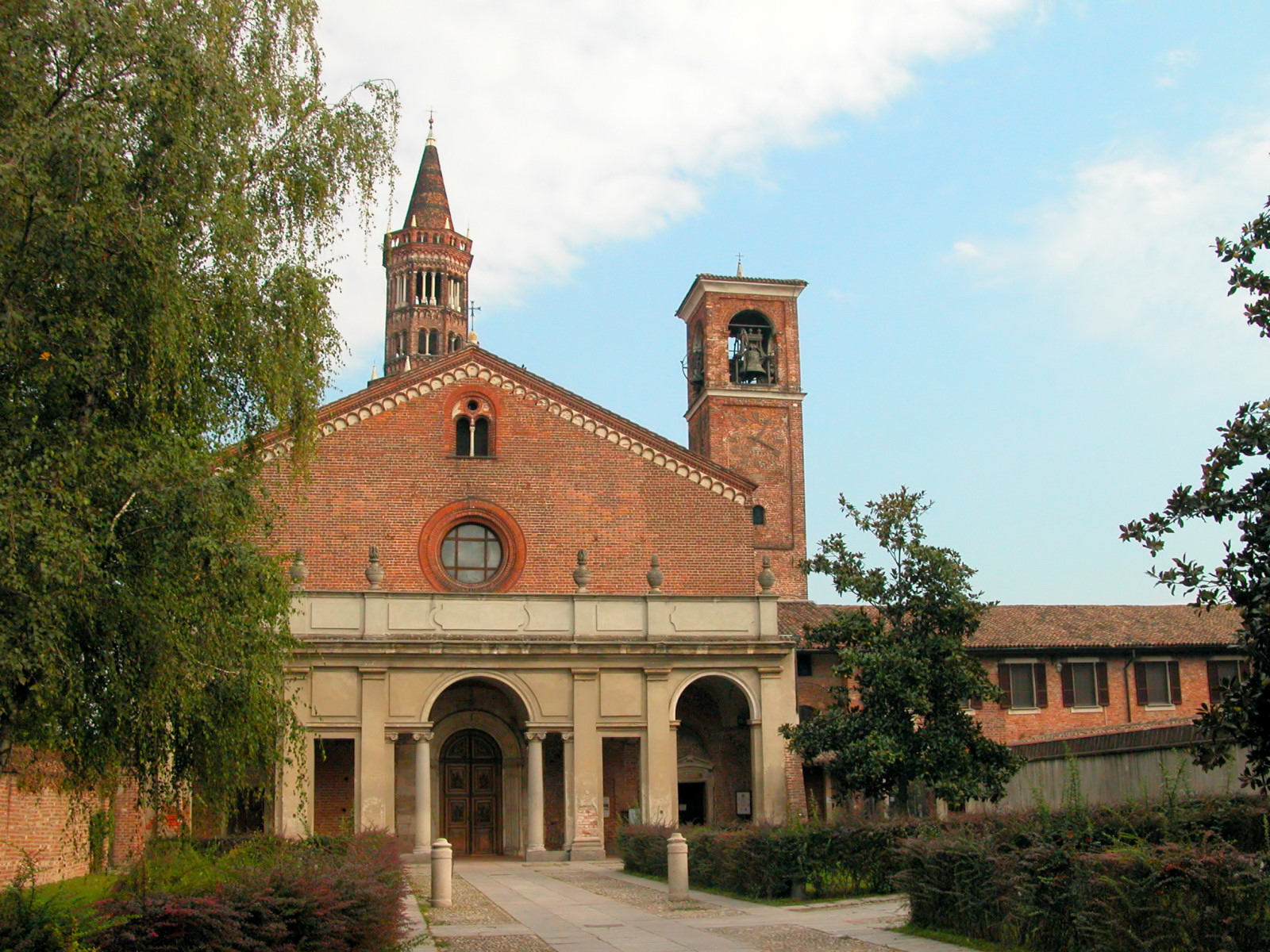
Il piazzale antistante la chiesa

L'accesso al complesso avviene attraverso una torre cinquecentesca, costruita per volere di Luigi XII di Francia, a fianco della quale sorge l'oratorio dedicato a San Bernardo in cui si può ammirare l'affresco di Cristo davanti a Pilato, un tempo attribuito al fiammingo Hieronymus Bosch e oggi assegnato allo svizzero Hans Witz, che fu pittore di corte negli anni di Galeazzo Maria Sforza.
La griglia di ferro battuto che caratterizza l'entrata è della fine del XVII secolo; dell'antica cinta muraria che circondava il monastero rimangono invece solo due piccoli tronconi ai lati della torre d'accesso, mentre non vi è più alcuna traccia del fossato.

### Il piazzale
Il piazzale antistante la chiesa si allarga gradatamente man mano che ci si avvicina a questa, mentre è stretto subito dopo l'ingresso. Da notare, sulla sinistra, una piccola chiesetta dedicata a san Bernardo, risalente al 1412 e in seguito riadattata a spezieria a seguito della costruzione nel 1762 di un'altra chiesetta, sempre dedicata al Santo, sul lato opposto attaccata alla vecchia foresteria.
In quella più antica si possono osservare le tracce degli affreschi attribuiti a Callisto Piazza, nell'altra invece si trova la Incoronazione della Vergine con i santi Benedetto e Bernardo del 1572 di Bernardino Gatti detto Il Sojaro, allievo del Correggio, spostata nel 1952 durante i restauri della chiesa principale a seguito della riapertura delle finestre dell'abside.

### La chiesa

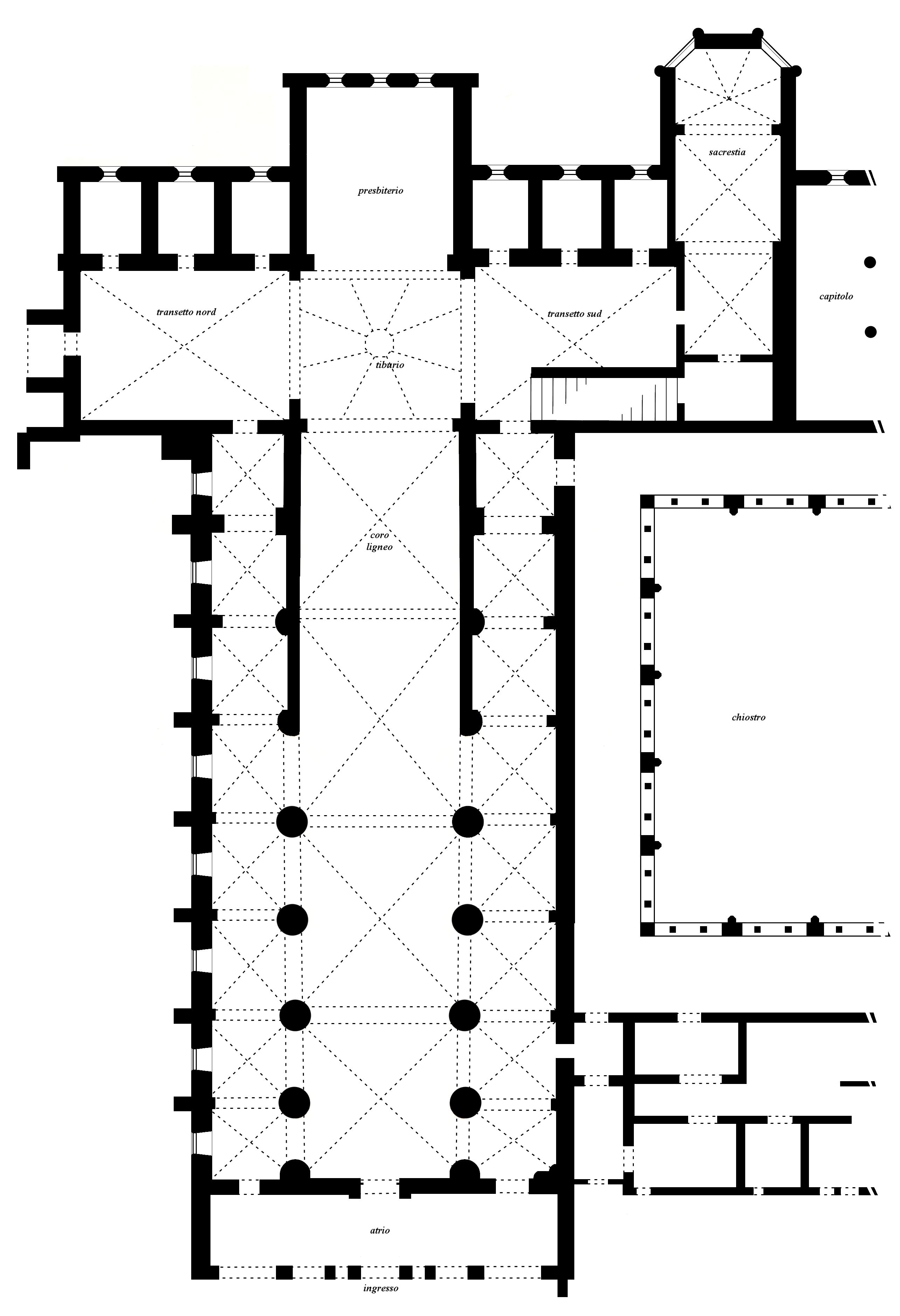
Planimetria della chiesa, della sacrestia e di parte del chiostro

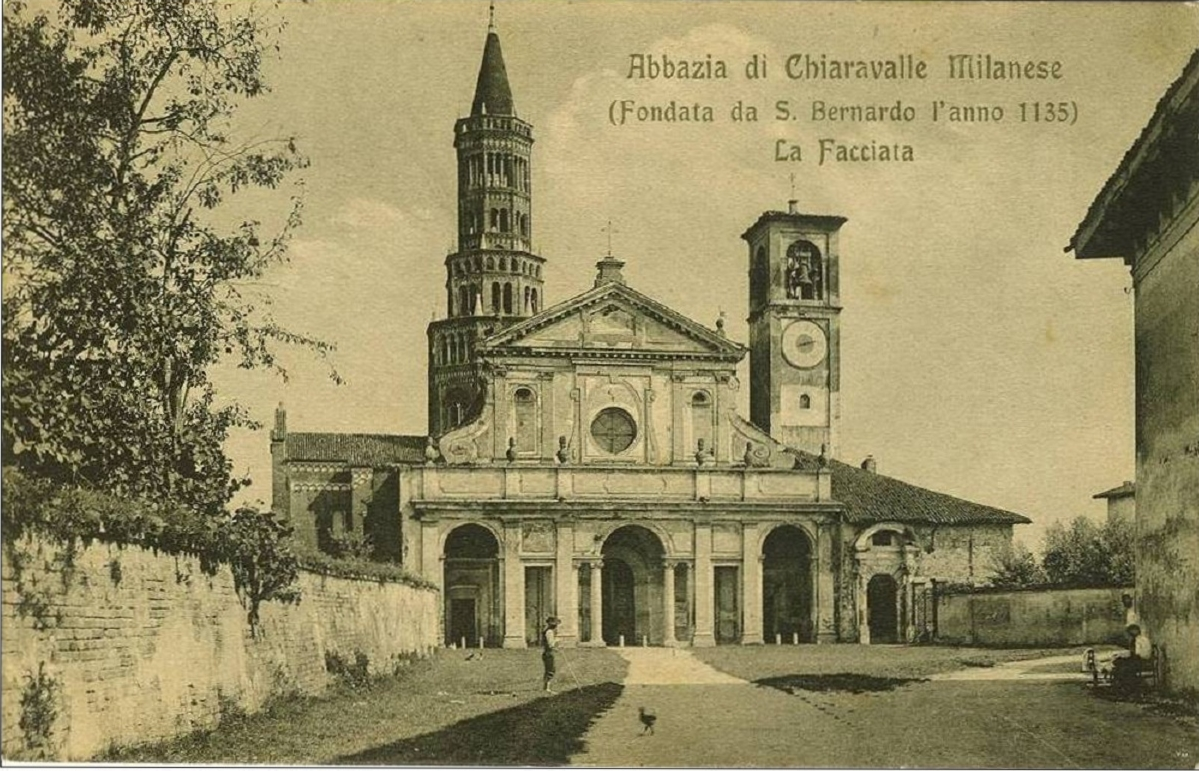
La facciata dell'Abbazia, ancora in forme barocche, antecedenti il restauro

#### La facciata
Come detto prima la facciata della chiesa è quella precedente il rifacimento seicentesco, restaurata infatti nel 1926 per riportare alla luce il progetto originario. Si intravedono ancora, nella struttura attuale e in particolare nelle due entrate laterali, i segni del rifacimento e alcuni elementi architettonici non ben integrati col resto della struttura. Il nartece d'ingresso seicentesco è tuttora conservato. Sostituisce l'originale duecentesco, del quale si conservano le murature laterali. I restauri del 1926 comportarono anche il ripristino dell'originaria bifora e del rispettivo oculo. 
Si presenta con la tradizionale forma a capanna, con la cornice sorretta da piccoli archetti in cotto; rimane ancora la pietra bianca della facciata seicentesca, in palese stonatura col resto del progetto. I tre archi sono allineati con gli ingressi.
Notevole il portale d'ingresso, risalente presumibilmente agli inizi del XVI secolo, scolpito in rilievo con le figure dei Quattro Santi (san Roberto, sant'Alberico, santo Stefano, san Bernardo) e sormontato dallo stemma della chiesa: la cicogna con pastorale e mitra, anch'essa scolpita sui battenti.

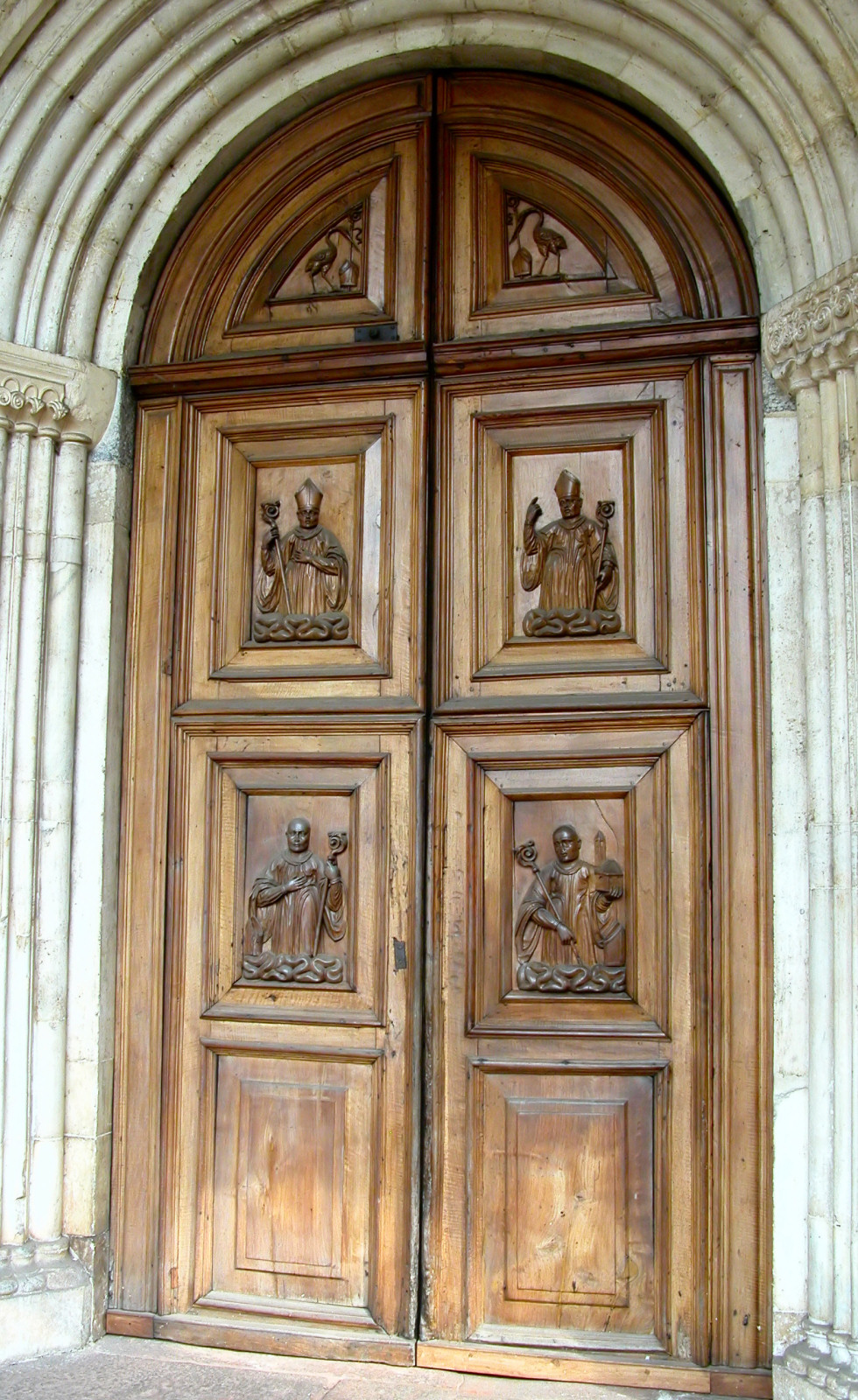
Il portale con le figure dei Quattro Santi e lo stemma dell'abbazia

#### L'interno
Dopo aver superato il portone duecentesco si coglie subito la pianta a croce latina, disposta su tre navate con volta a crociera, sorrette da piccoli pilastri in cotto ai lati, e con abside piatta. Il corpo principale è formato da quattro campate, mentre una quinta più piccola forma il presbiterio. I bracci del transetto sono formati da due campate di forma rettangolare, mentre l'incrocio viene deformato dalla cupola della torre. Arrivati alla quarta campata si notano i pilastri rettangolari, collegati a un muro che sostiene il coro.
Si nota comunque una generale incertezza del progetto e delle misurazioni, che fa pensare a una prima opera.
Nonostante l'Ordine cistercense sia caratterizzato (per via del volere di san Bernardo, come simbolo di povertà) da una quasi totale mancanza di decorazioni, gli affreschi della cupola e delle tombe sono una chiara eccezione; è solo in seguito, nel XVI e XVII secolo, che la chiesa viene affrescata in stile barocco, in modo a volte esageratamente ricco, in netto contrasto col volere del fondatore, ma secondo le nuove direttive del Concilio di Trento.
I fratelli Giovan Battista e Giovan Mauro Della Rovere, detti i Fiammenghini, si dedicarono alla decorazione di gran parte dell'interno della chiesa; in particolare il transetto e il presbiterio sono decorati da un ciclo seicentesco. Inoltre alcuni pilastri, la controfacciata (appena sopra il portale) e la volta sono stati decorati dai due fratelli.

#### Il coro ligneo

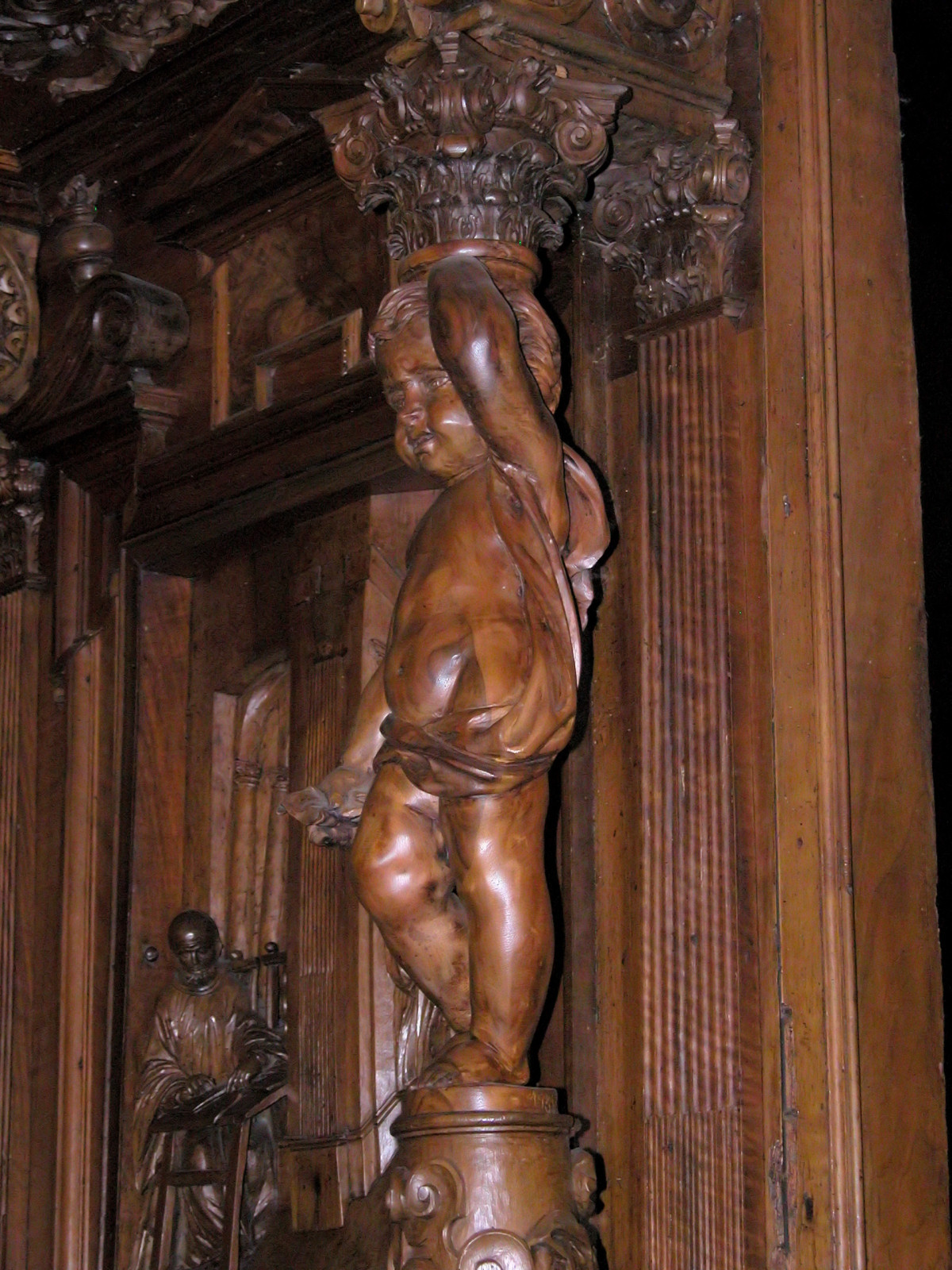
Un particolare del coro

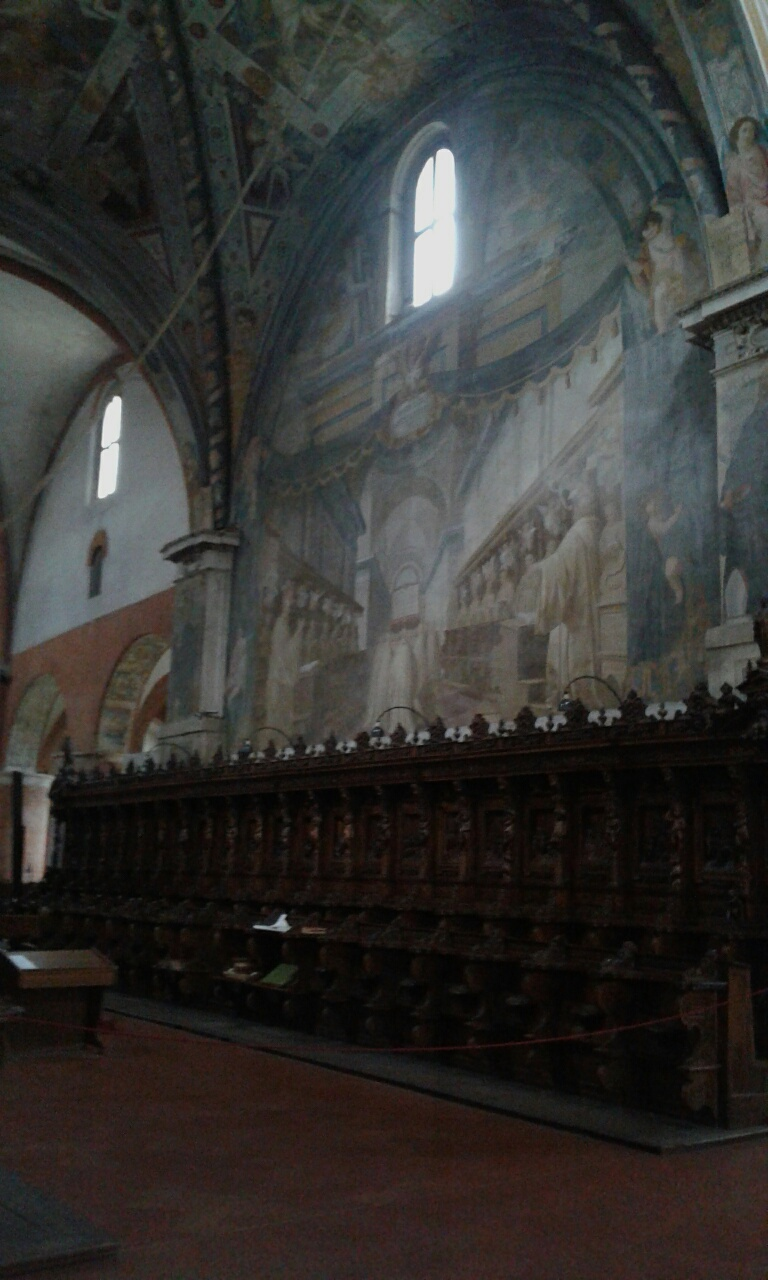
Interno dell'abbazia

Stupendo esempio di arte lignea è il coro, appoggiato ai muri della navata centrale, intagliato da Carlo Garavaglia (autore di opere pregevoli a Milano, ma pressoché sconosciuto) a cavallo degli anni 1640-1645.
Interamente in noce è composto da due file disposte parallelamente su due livelli: il primo composto da ventidue stalli per i monaci, il secondo livello, più in basso, da 17 posti. I pannelli intagliati rappresentano episodi della vita di san Bernardo, accompagnati da puttini, lesene e incastonati in piccoli scompartimenti.
Ogni figura è diversa dalle altre, caratterizzata in modo mirabile e rifinita in ogni più piccolo particolare, sia per quanto riguarda le persone sia per i dettagli dei paesaggi e dei più semplici elementi di sostegno: ad esempio sono degni di nota i puttini che sorreggono i capitelli ai lati del coro o l'angioletto che sorregge un timpano intagliato con le figure dei Santi.

#### Il tiburio
Il tiburio presenta tre serie di affreschi, ormai molto frammentari e deperiti, realizzati in due periodi successivi. La cupola era decorata dai santi Gerolamo, Agostino, Gregorio e Ambrogio, dai quattro Evangelisti e sormontati dal cielo stellato. Di questi solo due Evangelisti e una piccolissima parte del cielo stellato rimangono ben visibili. Nel tamburo si osservano sedici figure di Santi disposti a coppie.
Si osservano poi alcuni episodi di vita della Vergine Maria tratti dalla Legenda Aurea di Jacopo da Varazze: le Storie di Maria Santissima. Dall'Incoronazione della Vergine all'Annunciazione, completata in un secondo tempo, dalla Dormitio Mariæ ai Funerali di Maria Santissima, tutti risalenti agli anni compresi tra il 1345 e 1347.
La paternità delle opere, seppur dubbia, è attribuita ad allievi di scuola giottesca, specie le Storie della Vergine, che la critica tende ad attribuire a Stefano Fiorentino o a Puccio Capanna.

#### Il transetto

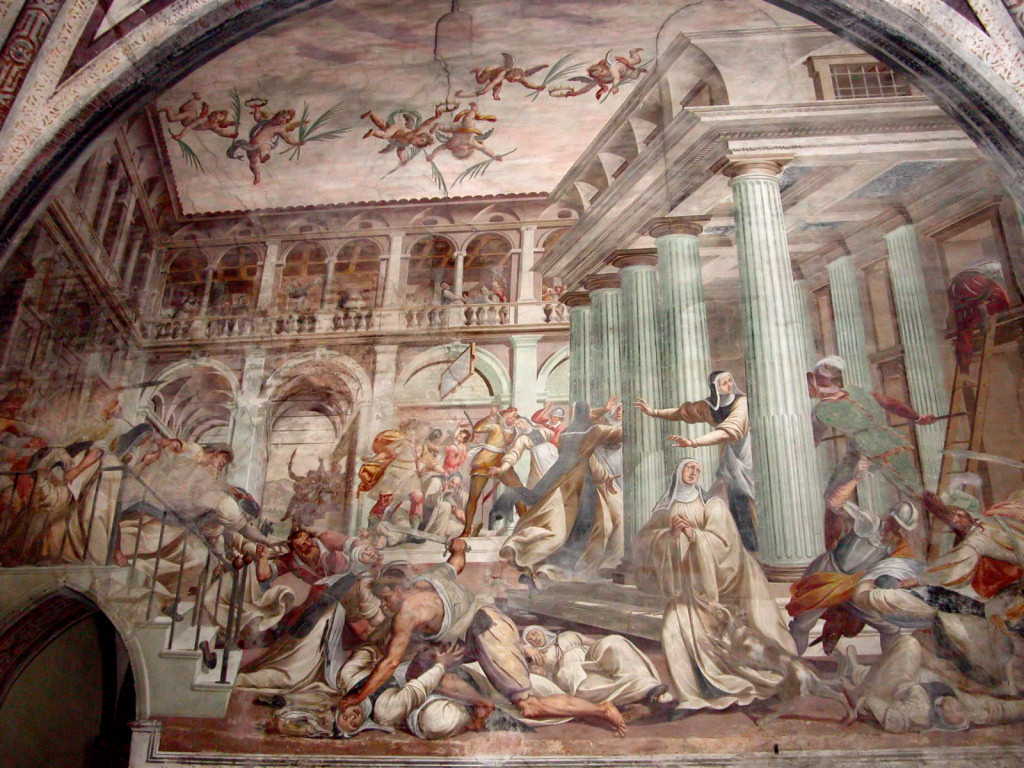
L'affresco dei Fiammenghini nel braccio nord del transetto, ritraente il martirio delle monache cistercensi nel monastero polacco di Vittavia

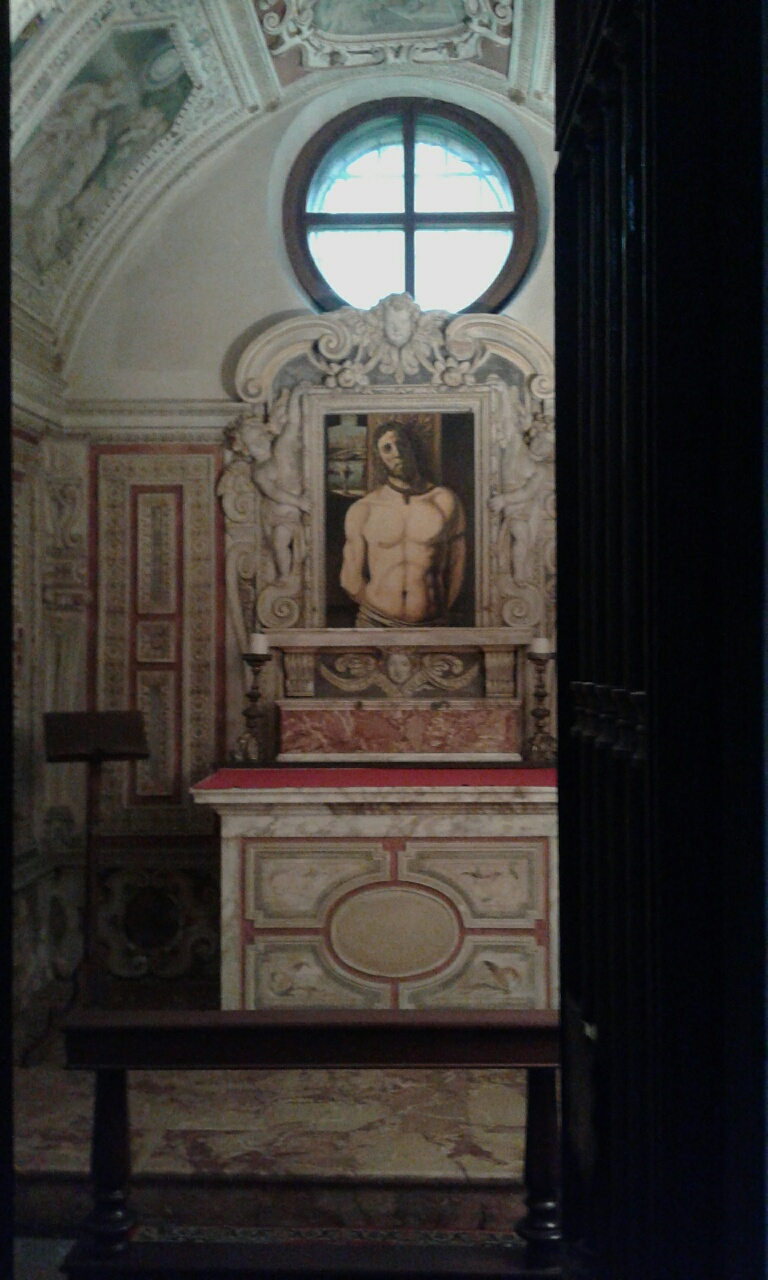
Interno della Cappella della Passione con la copia del Cristo alla colonna del Bramante

Il transetto della chiesa è interamente ricoperto dagli affreschi dei Fiammenghini, che terminarono il loro lavoro nel 1615.
Il braccio nord è dedicato ai martiri dell'ordine: sopra le tre cappelle troviamo San Bernardo di Poblet, San Tommaso Becket, arcivescovo di Canterbury, la Santissima Trinità, sulle altre pareti il Martirio delle monache cistercensi nel monastero di Vittavia e il Martirio di san Casimiro. Sulla volta di questo transetto vi sono i quattro Santi martiri cistercensi.
La porta che si apre a lato dà sul cimitero dell'abbazia.
Le cappelle di questa parte di transetto sono divise su due livelli, tre sotto e tre sopra; le prime fanno parte del progetto originario della chiesa, le altre tre vennero aggiunte solo nel XIII secolo e non sono più utilizzabili. Dal basso da sinistra si trova la Cappella di Santa Maria Maddalena, la Cappella di Santo Stefano Martire e la Cappella di San Rosario.
Il braccio sud è dedicato ai santi e vescovi dell'Ordine cistercense: sopra la porta della sacrestia troviamo la Erezione del primo monastero di Cîteaux, gli ovali con la Vergine, san Benedetto e san Bernardo, san Domenico Abate, sant'Alberico, san Galgano e san Vittore monaco. Sulla parete a fianco della scala che porta al dormitorio vi è il grande affresco dell'albero genealogico dell'Ordine. Sulla volta di questo transetto vi sono san Cristiano arcivescovo d'Irlanda, san Pietro arcivescovo di Tarantasia, sant'Edmondo arcivescovo di Canterbury, san Guglielmo di Berry.
Le cappelle di questo transetto sono solo tre; da sinistra si trova la Cappella di San Bernardo, la Cappella della Passione che originariamente ospitava il Cristo alla colonna del Bramante ora in deposito alla Pinacoteca di Brera, e, infine, la Cappella di San Benedetto.
In fondo al transetto sinistro si trova la statua in marmo di Carrara, raffigurante il versetto del salmo Exsurrexi et adhuc sum tecum (138, 18), scolpita nel 1975 da Giacomo Manzù per Raffaele Mattioli (1895-1973), amministratore delegato della Banca Commerciale Italiana, sepolto nel cimitero dell'abbazia.

#### Organo a canne
Nel transetto destro della chiesa abbaziale vi è un organo a canne opera di Natale Morelli (1853), rifacimento di un più antico strumento del XVII secolo. Collocato sopra una cantoria lignea dipinta fra due monofore, è a tastiera unica e pedaliera a leggio composta da 17 pedali + 1 che aziona il tiratutti.

#### Il presbiterio
È la zona più illuminata della chiesa, ricevendo luce da tutti i quattro lati, è la più importante per il suo significato religioso. È costituito dalla settima campata della navata centrale, e accoglie, addossato al muro di fondo, l'altare maggiore. Sulle pareti laterali altre due opere dei Fiammenghini: l'Adorazione dei pastori e la Madonna del Latte, datata 1616.

#### LaMadonna della Buonanotte

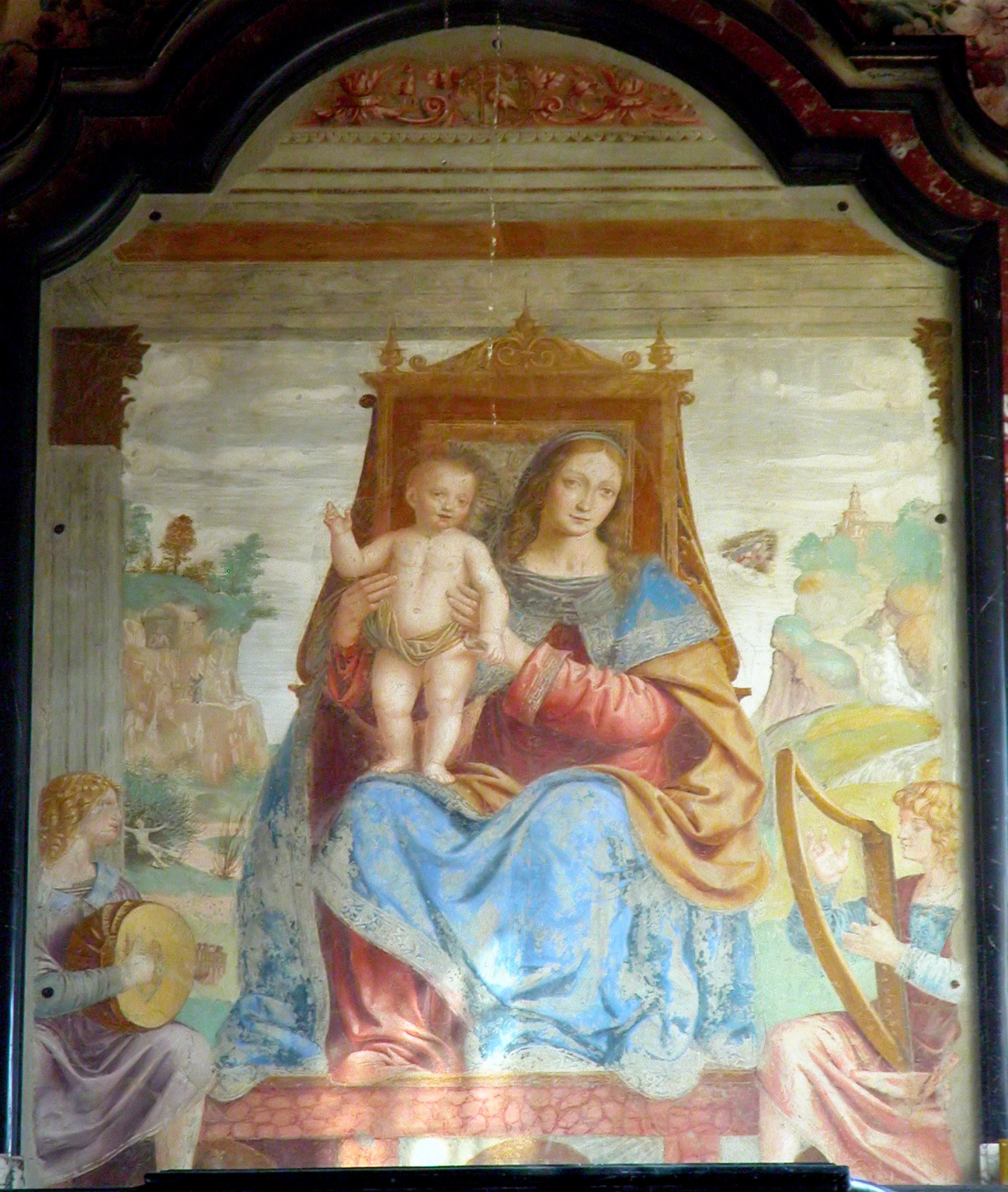
La Madonna della buonanotte di Bernardino Luini

Dalla scala del transetto sud si accede al dormitorio, risalente al 1493.
In cima alla ripida scala si giunge su un piccolo pianerottolo abbellito da una delle prime opere di Bernardino Luini: la Madonna della buonanotte del 1512. Il nome le viene dall'abitudine dei monaci che, risalendo al dormitorio, salutavano la Madonna con l'ultimo Ave Maria del giorno; sorridente lei li accompagnava al riposo, accompagnata dal Bambino e da due angeli.
Da notare il paesaggio retrostante. Sulla sinistra è raffigurato San Benedetto colto nell'atto di buttarsi nel mezzo di un roveto per respingere alcune tentazioni carnali subite in sogno. La scena è ripresa dalla Vita di San Benedetto narrata da Gregorio Magno nei suoi Dialoghi, e stabilisce una chiara connessione tra il modello perfetto della Chiesa, rappresentata dalla Vergine, e l'astinenza dalla carnalità come prescritto dall'osservanza della Regola seguita a Chiaravalle. Sulla destra San Bernardo in ginocchio di fronte a un'apparizione mariana e l'abbazia di Chiaravalle raffigurata alle sue spalle rendono omaggio alla particolare devozione bernardina nei confronti della Madonna.

#### La sacrestia
La costruzione della sacrestia risale al 1412, con successivi ampliamenti nel 1600 e nel 1708. Si presenta con due campate a botte, una piccola abside semiottagonale e due finestre a sesto acuto. Era qui che, fino alla cacciata dei cistercensi, era conservata la Croce di Ludovico il Pio, o Croce di Chiaravalle, capolavoro di oreficeria romanica, oggi esposta al Museo del Duomo. Da notare le tele de La Vergine, San Bernardo e Santi, San Benedetto e gli altri santi e la pala d'altare realizzata da Daniele Crespi.

### Il chiostro

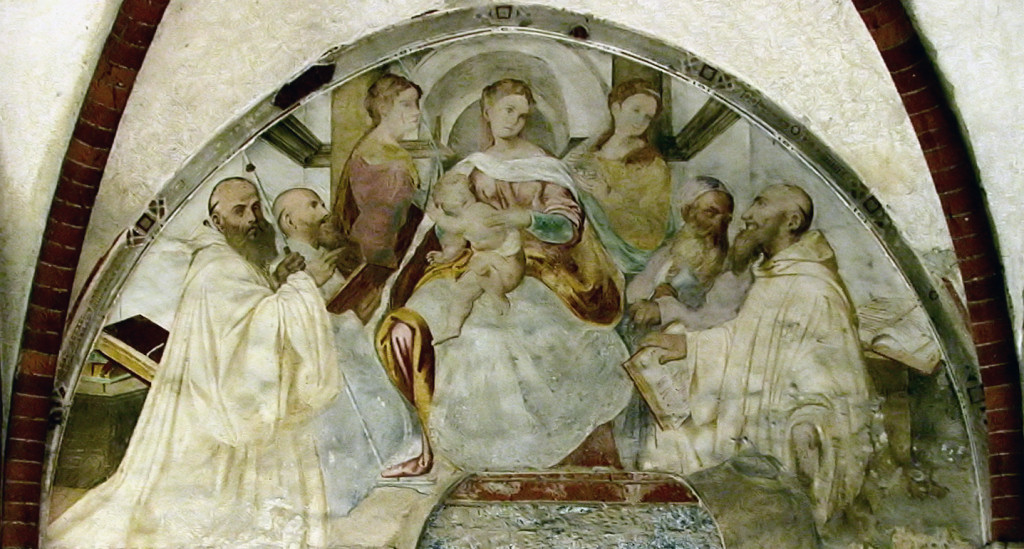
Madonna in trono col Bambino onorata da Cistercensi

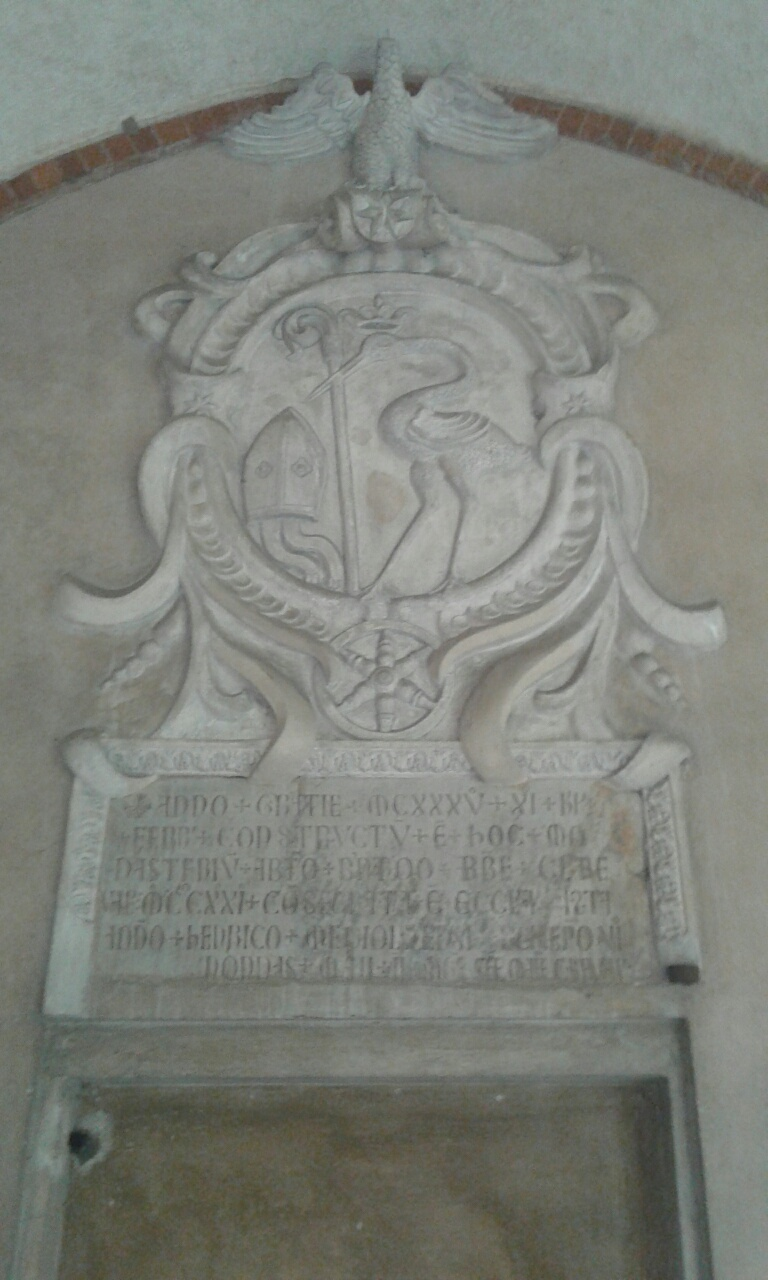
Lapide scritta in caratteri semigotici, posta in occasione della consacrazione della chiesa nel 1221

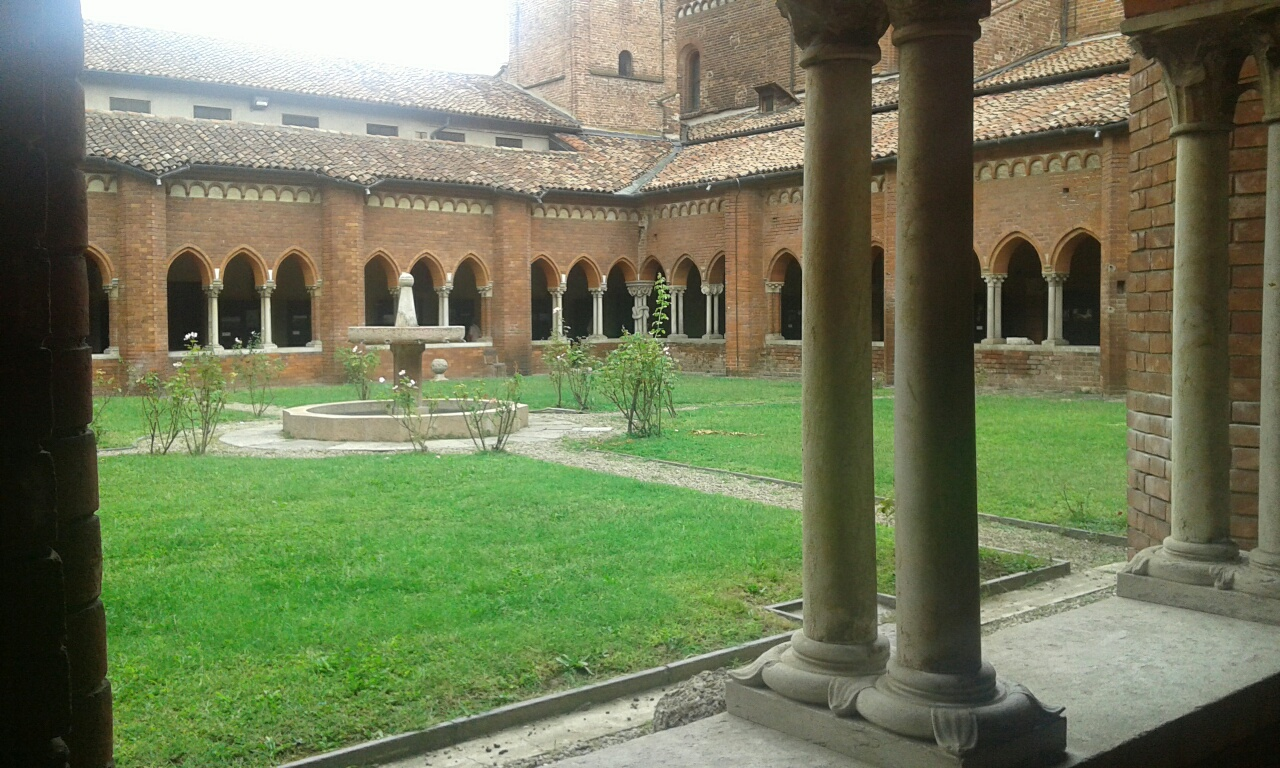
Il chiostro dell'abbazia

Del chiostro duecentesco, di cui rimangono solamente il lato settentrionale e due campate, è abbellito dalla Madonna in trono col Bambino onorata da Cistercensi (prima metà del XVI secolo), un tempo attribuita a Gaudenzio Ferrari e oggi a Callisto Piazza. A fianco dell'affresco vi è la lapide scritta in caratteri semigotici, posta in occasione della consacrazione della chiesa nel 1221, sormontata dalla cicogna. Nel 1861, per far spazio alla linea ferroviaria Milano-Pavia-Genova, il lato effettivamente realizzato del Chiostro Grande del Bramante o dell'Amadeo venne distrutto.
Da notare sono le colonnine "annodate" poste sul lato nord-ovest che indicano l'unione tra il cielo e la terra e la semplicità dei capitelli delle altre colonne, decorate con foglie, aquile e volti umani, in molti casi fortunati ritrovamenti in fase di restauro, utilizzate per le colonnine attuali. Dal lato sud, interamente rifatto, si può avere un bel colpo d'occhio sulla Ciribiciaccola, che spicca sopra la chiesa.

#### Il capitolo

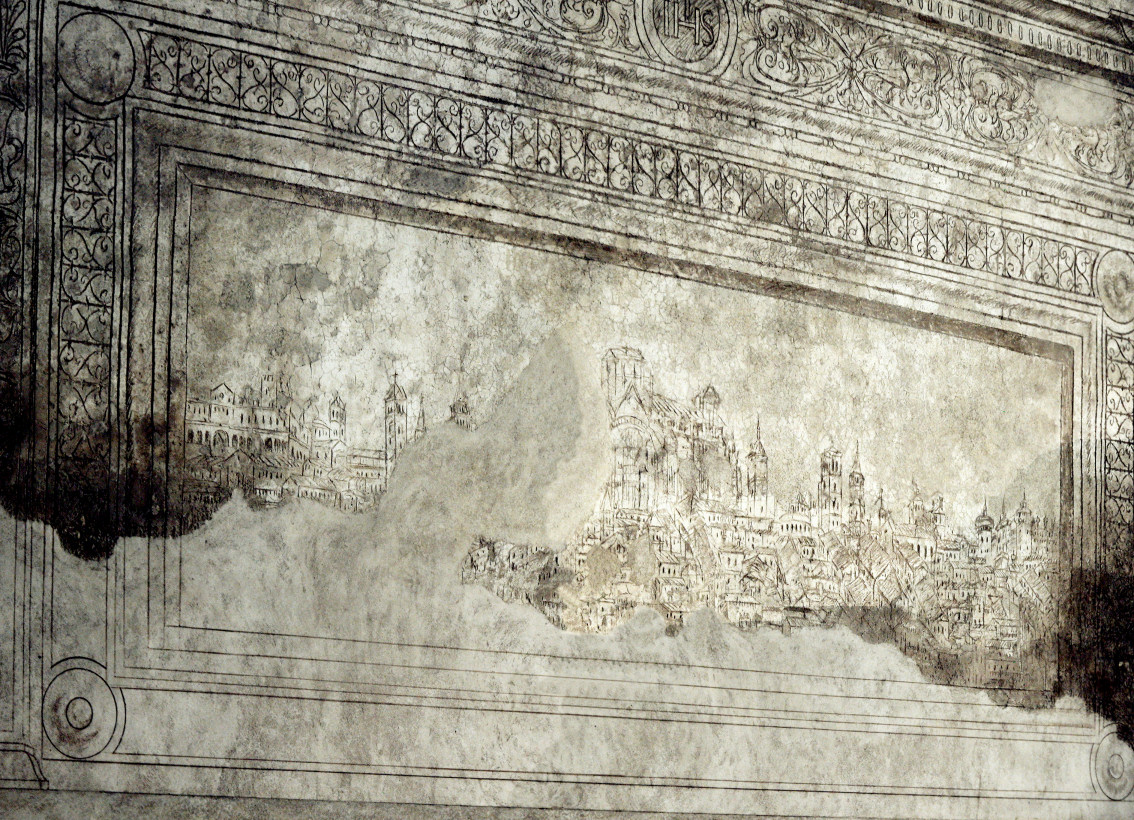
I graffiti del Bramante nel Capitolo

L'entrata del capitolo è posto sul lato a est del chiostro; qui si possono ammirare dei graffiti (attribuiti al Bramante) raffiguranti la Milano del tempo: il Duomo è ancora senza le guglie, Santa Maria delle Grazie è in costruzione e il Castello Sforzesco mostra ancora l'antica torre del Filarete.
Sulle altri pareti spiccano Profeti e Patriarchi: Salomone, Abramo, Giacobbe, Osea, Geremia e Davide. Sempre opera dei Fiammenghini, furono in seguito spostati dalla loro sistemazione originaria (i piloni della navata centrale) e risistemati su tela nel 1965.
I bronzi tondi raffiguranti il Cristo al Limbo e l'Incredulità di San Tommaso (i cui disegni originali di Raffaello Sanzio sono oggi conservati a Firenze e Cambridge) sono opera dello scultore fiorentino Lorenzo Lotti, detto il Lorenzetto.

### La torre nolare, detta Ciribiciaccola

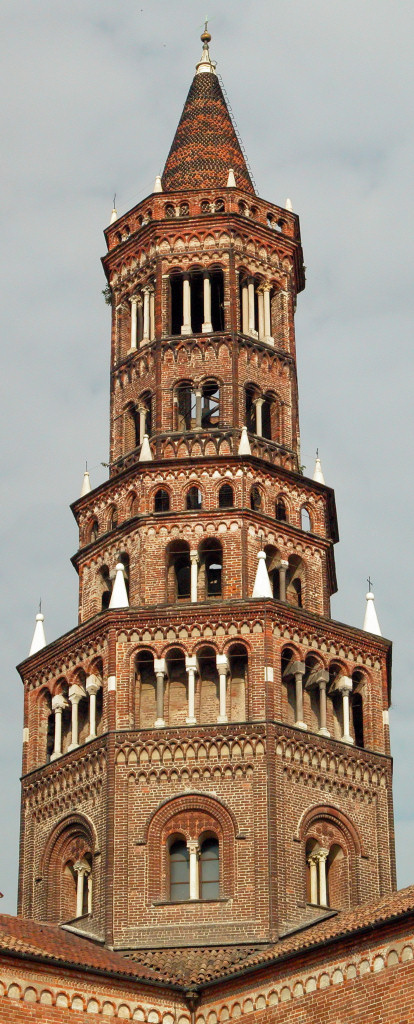
La Ciribiciaccola

La torre nolare sale partendo dal tiburio, a un'altezza di 9 metri, con due sezioni di forma ottagonale, di 4,14 metri la prima e di 12,19 metri la seconda, per poi diventare di forma conica per 11,97 metri. Da qui alla fine della croce, posta su un mappamondo, si raggiunge l'altezza di 56,26 metri.
Ognuna delle zone è divisa a sua volta in due parti che sono caratterizzate dall'abbondanza di archetti pensili di varie forme, con cornici lavorate e accompagnate dai pinnacoli conici bianchi che delimitano le zone. Le bifore, trifore e quadrifore sono formate da marmo di Candoglia (lo stesso del Duomo di Milano), mentre le monofore sono in cotto.
La data esatta di costruzione non è conosciuta, ma è stata datata 1329-1340 e attribuita a Francesco Pecorari di Cremona per via della somiglianza di quest'opera con le altre più conosciute: il Torrazzo di Cremona e il campanile di San Gottardo a Milano. Anche la torre venne rimaneggiata nel corso degli anni come il resto dell'abbazia, e solo nel 1905 vennero rimosse le aggiunte settecentesche.
La torre nolare ospita la più antica campana montata a sistema ambrosiano, fusa dal maestro Glaudio da San Martino nel 1453 e ancora oggi azionata manualmente dai monaci cistercensi, tramite una corda che pende in mezzo all'incrocio tra il transetto e la navata centrale della chiesa. La campana suona per chiamare a raccolta il capitolo dei monaci per la liturgia delle ore e durante il sanctus delle messe conventuali. In onore di San Bernardo di Chiaravalle, la campana è chiamata Bernarda.
La torre viene chiamata nel dialetto milanese "Ciribiciaccola", e in un'antica filastrocca dialettale se ne parla così:
(Filastrocca dialettale)
I "ciribiciaccolini" sono forse i frati dell'abbazia o le colonnine lavorate minuziosamente della torre, o ancora i piccoli della cicogna, che in passato nidificava sulla torre, dal verso dei cicognini ("ciri") e lo sbattere del becco della cicogna contro le colonnine.

### Il campanile

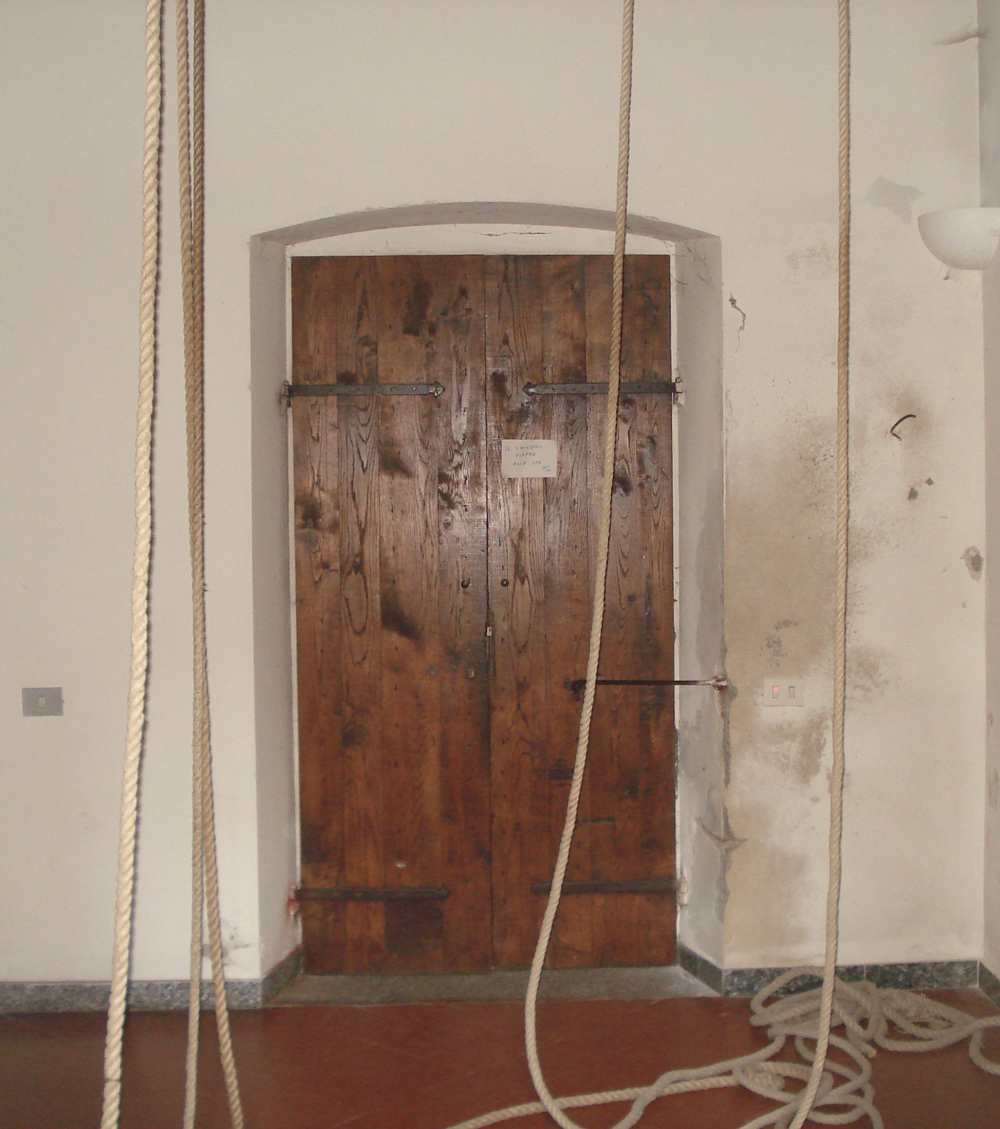
L'interno del campanile

Il campanile dell'abbazia, le cui forme rimandano a stilemi di fine Ottocento è stato edificato in epoche precedenti: secondo alcuni risalirebbe alla fine del Settecento, mentre altri lo fanno risalire al 1568. 
Non vi sono documenti che attestano cosa ci fosse sul campanile prima delle campane odierne.
Attualmente, il campanile ospita un concerto di cinque campane, fuso dalla fonderia del grosino Giorgio Pruneri nel 1907. Il concerto è noto tra i campanari per la notevole pregevolezza e limpidezza del suono dei suoi bronzi ed è riconosciuto tra i migliori lavori del Pruneri in terra ambrosiana. Le cinque campane sono intonate in Re3 Maggiore e la campana maggiore è esattamente un'ottava più grave rispetto alla Bernarda, la quale suona un Re4.
I cinque bronzi, così come la campana della Ciribiciaccola sono completamente manuali, e azionabili dal piano di suono che si trova tra l'entrata della portineria e il chiostro interno.
- La campana minore (nota La3) è dedicata ai santi Angeli di Dio e ha un diametro di 849 mm
- La seconda campana (nota Sol3) è dedicata ai fedeli defunti e ha un diametro di 954 mm
- La terza campana (nota Fa#3) è dedicata a san Pietro apostolo e ha un diametro di 1023 mm
- La quarta campana (nota Mi3) è dedicata alla Beata Vergine del Santo Rosario e ha un diametro di 1151 mm
- Il campanone (nota Re3) è dedicato al Sacro Cuore di Gesù e ha un diametro di 1296 mm

## Opere già in abbazia
- Bramante, Cristo alla colonna, oggi alla Pinacoteca di Brera
- Croce di Chiaravalle, capolavoro di oreficeria romanica, oggi esposta al Museo del Duomo.

### Esplicative
1. ↑  L'Abbazia di Chiaravalle conserva nel proprio archivio il "Fondo della Commenda dell'Abbazia di Chiaravalle" che consta di documentazione relativa alla gestione dei possedimenti affidati agli abati commendatari a partire da Gerardo Landriani (1442) fino a Francesco Melzi D'Eril che li ricevette nel 1811 a parziale dotazione per la perdita del Ducato di Lodi
2. ↑  Durate fino al 1954
3. ↑  Rovinata per le infiltrazioni e restaurata dal 2002 al 2010
4. ↑  Sulla campana è presente il marchio del fonditore con la data: ANNO M CCCC LIII FACTA EST VER GLAUDIUM DE SANCTO MARTINO

### Bibliografiche
1. 1 2 3  Picasso, p. 87.
2. 1 2 3 4 5 6 7 8 9 10 11 12 13 14  Fabiani, Chiaravalle Milanese.
3. 1 2 3 4  Picasso, p. 90.
4. ↑   Comune di Milano, Guglielmina la Boema - Abbazia di Chiaravalle, su 100milano.com. URL consultato il 12 aprile 2012 (archiviato dall'url originale il 4 dicembre 2010).
5. 1 2  Cassanelli, p. 39.
6. ↑   La storia, su granapadano.it. URL consultato il 16 aprile 2020.
7. ↑   La vera storia del Grana Padano e dei Monaci, in NewsFood, 16 dicembre 2018.
8. 1 2  Cassanelli, p. 40.
9. ↑  Picasso, p. 91.
10. 1 2  Luisa Muraro.
11. ↑  Romanini, A.M., L'Architettura Gotica in Lombardia, Milano 1964.
12. ↑  Cassanelli, p. 48.
13. ↑  Cassanelli, p. 49.
14. ↑  Cassanelli, p. 54.
15. ↑   Maria Teresa Donati, Thea Tibiletti, L'Abbazia di Chiaravalle, Skira, 2005.
16. ↑   Mi - Chiaravalle, su marietto.altervista.org.
17. ↑   Storia e arte, storia Monastero di Chiaravalle, San Bernardo di Clairvaux, nascita Grana Padano, su monasterochiaravalle.it. URL consultato il 17 maggio 2022.